# Annona havanensis
Annona havanensis este o specie de plante angiosperme din genul Annona, familia Annonaceae, descrisă de Robert Elias Fries. Conform Catalogue of Life specia Annona havanensis nu are subspecii cunoscute.